# Torrox
Torrox és un municipi d'Andalusia, a la província de Màlaga. Limita al nord amb Cómpeta, al nord-est amb Frigiliana, a l'est amb Nerja, al sud amb el mar Mediterrani, a l'oest amb Vélez-Màlaga i al nord-oest amb Sayalonga.

## Toponímia
El seu nom sembla procedir de l'àrab turrux, que significa torre, però el seu origen és molt anterior a la invasió mahometana.